# Islas Agrarias Grupo A
Islas Agrarias Grupo A är en ort i Mexiko.   Den ligger i kommunen Mexicali och delstaten Baja California, i den nordvästra delen av landet, 2 200 km nordväst om huvudstaden Mexico City. Islas Agrarias Grupo A ligger 10 meter över havet och antalet invånare är 1 979.
Terrängen runt Islas Agrarias Grupo A är mycket platt. Runt Islas Agrarias Grupo A är det ganska tätbefolkat, med 58 invånare per kvadratkilometer. Närmaste större samhälle är Mexicali, 11,6 km väster om Islas Agrarias Grupo A. Trakten runt Islas Agrarias Grupo A består till största delen av jordbruksmark.